# L'ultima volta
Pour plus de détails, voir Fiche technique et Distribution.
L'ultima volta est un poliziottesco italien réalisé par Aldo Lado et sorti en 1976.

## Synopsis
Le jeune Sandro Esposito, barman au chômage, se laisse convaincre par son camarade Périclès, ancien pilote de moto, de faire des vols de sacs à main et de petites escroqueries. Après des premières tentatives de vol infructueuses, grâce à l'information involontaire d'un ami de Périclès, ils parviennent à monter une escroquerie contre un faux prêtre spécialisé dans l'exportation de capitaux vers la Suisse. Les deux amis se cachent quelques jours, puis ils se rendent à Cervia, où Périclès participe à une course de motos, tandis que Sandro rencontre une jeune fille. Entre-temps, le faux prêtre parvient à les retrouver et assassine Périclès, qui remportait la course. Le faux prêtre récupère tout le butin que le motocycliste avait gardé sur lui. A la fin, Sandro réussit à venger son ami et à récupérer le butin.

## Fiche technique
- Titre original : L'ultima volta[1]
- Réalisation : Aldo Lado
- Scénario : Stefano Calanchi, Luigi Collo
- Photographie : Cristiano Pogany
- Montage : Alberto Gallitti
- Musique : Franco Bixio, Fabio Frizzi, Vince Tempera
- Décors : Elio Balletti (it)
- Production : Pino Buricchi
- Société de production : Marzia Cinematografica
- Pays de production :  Italie
- Langue originale : italien
- Format : couleur - Son mono - 35 mm
- Genre : poliziottesco
- Durée : 92 minutes
- Dates de sortie : 
  - Italie : décembre 1976

## Distribution
- Massimo Ranieri : Sandro
- Joe Dallesandro : Périclès
- Eleonora Giorgi : Marzia
- Marisa Mell : Giusi, la prostituée
- Pino Colizzi : directeur de banque
- Giancarlo Badessi : Chef pâtissier
- Luigi Casellato : père de Périclès
- Dominique Demarest :
- Gianfranco De Grassi : un ami de Marzia
- Severino Saltarelli :
- Giovanni Ventura :

## Accueil
Le film a connu un succès modeste auprès du public, se classant à la 98e place du box-office italien pour la saison 1976-77.